# Myosotis olympica
Myosotis olympica är en strävbladig växtart. Myosotis olympica ingår i släktet förgätmigejer, och familjen strävbladiga växter.

## Underarter
Arten delas in i följande underarter:
- M. o. demawendica
- M. o. olympica